# Historia de los ministerios de Asuntos Sociales e Igualdad de España
Este artículo trata sobre los ministerios españoles que, a lo largo de la historia, han asumido competencias en asuntos sociales e igualdad. Desde mediados del siglo XIX las funciones de asistencia social se encuadraron en el Ministerio de la Gobernación (Interior) y allí se mantuvieron, con excepciones, hasta 1977. Tras la instauración de la democracia, esta materia solo ha contado con Ministerios propios en la etapa 1988-1993 (Ministerio de Asuntos Sociales), 2008-2010 (Ministero de Igualdad) y desde 2020 (Ministerio de Derechos Sociales y Agenda 2030 y Ministerio de Igualdad). En el resto de etapas las competencias se han gestionado fundamentalmente desde los Ministerios de Sanidad (en cualquiera de sus denominaciones, 1977-1981; 2009-2018), Cultura (1977-1988) y Trabajo (1981-1988; 1996-2008). Por otro lado, la materia de Asuntos Sociales y la materia de Igualdad solo se han gestionado en departamentos distintos en 2008-2010, con la creación del Ministerio de Igualdad encargándose Política Social al Ministerio de Educación; en 2018-2020 cuando Bienestar Social permaneció en Sanidad e Igualdad pasó al Ministerio de la Presidencia; y desde enero de 2020 con dos departamentos propios para cada materia. 

## Historia
El Ministerio de Asuntos Sociales, como Departamento dedicado en exclusiva a esa labor, nace como tal en 1988, en la III legislatura, durante el segundo mandato del Presidente Felipe González, siendo su primera titular Matilde Fernández.
No obstante, el Estado venía ya ejerciendo su acción en materia social desde incluso el siglo XIX, si bien en aquella etapa desde una perspectiva radicalmente diferente, asumiendo solo la tutela de una actividad que se encontraba en manos de la Iglesia Católica, como era la de la caridad. Concretamente el Real decreto del 9 de noviembre de 1832 por el que se creaba en España el Ministerio de Fomento, atribuía el nuevo departamento competencia sobre los "establecimientos de caridad o de beneficencia".
El Real Decreto de 10 de marzo de 1847 crea la Dirección General de Beneficencia, Corrección y Sanidad en el Ministerio de la Gobernación. Tenía entre sus funciones, cárceles, hospitales, hospicios, casas de refugio y de preservación, establecimientos de dementes, montes de piedad, limosnas y socorros públicos, indemnizaciones por desgracias y calamidades y sanidad pública.
El 31 de enero de 1865 se escinde la Dirección General de Beneficencia y Sanidad en dos Direcciones, escisión que quedó sin efecto por Real Decreto de 25 de junio de 1866. El Decreto de 25 de abril de 1870 suprime las Direcciones Generales, excepto la de Comunicaciones, y divide los asuntos del Ministerio en siete secciones, una de ellas la de Beneficencia y Patronatos. El 10 de enero de 1871 se restablecen las Direcciones Generales, entre ellas la de Beneficencia, que más tarde se suprimirán en 1873.
Con fecha 9 de enero de 1874 se restablece la Dirección General de Beneficencia. El R.D. de 29 de septiembre de 1875 suprimió la Dirección General de Beneficencia, Sanidad y Establecimientos Penales, creando dos nuevas Direcciones Generales, siendo una de ellas la Dirección General de Beneficencia y Sanidad, que se suprime por el R.D. de 20 de diciembre de 1892. Por Real Decreto de la Presidencia de 23 de abril de 1903 se estableció en el Ministerio de la Gobernación el Instituto de Reformas Sociales. En 4 de junio de 1907 se crea una sección especial de Reformas Sociales, adscrita a la Subsecretaría. El 25 de octubre de 1908 se crea una Junta Superior de Beneficencia. El R.D. de 17 de octubre de 1919 crea la Dirección General de Beneficencia. El 23 de agosto de 1932 se suprimió la Junta Superior de Beneficencia, creándose la Dirección General de Beneficencia por la Ley de 14 de septiembre. La Orden de 16 de septiembre de 1932 reorganizó los servicios afectados por la Dirección General de Beneficencia. El Decreto de 25 de enero de 1933 dispuso que los servicios Beneficencia pasaran al Ministerio de Trabajo, Sanidad y Previsión. En 1936 se constituye el Ministerio de Sanidad, que se convertiría inmediatamente en el de Sanidad y Asistencia Social, de efímera existencia, pues por el Decreto de 10 de septiembre de 1936 se restablecen en el Ministerio de la Gobernación la Dirección General de Sanidad y la Dirección General de Beneficencia. En 1937 se adscriben los servicios de Asistencia Social al de Trabajo y Asistencia Social. Tras la guerra civil española, las competencias sanitarias regresaron al Ministerio de la Gobernación hasta 1977. Con el Decreto 986, de 5 de abril de 1974, el Ministerio queda estructurado en siete Direcciones Generales, entre ellas la de Asistencia Social. A ésta le correspondía la ejecución del programa de inversiones públicas para la creación y promoción de Instituciones mediante inversiones y subvenciones; la gestión de los créditos asignados al Fondo Nacional de Asistencia Social; las funciones necesarias para el ejercicio del protectorado sobre Instituciones benéficas privadas (Cruz Roja, Organización Nacional de Ciegos) y la coordinación de las actividades desarrolladas en el sector asistencial, en concurrencia con otros Organismos y entidades públicas y privadas.
Coincidiendo con la Legislatura constituyente de España, en 1977, se reordenaron las estructuras que hasta el momento prestaban estas labores y se repartieron las competencias entre los ministerios de Cultura y de Sanidad y Seguridad Social. Esta dicotomía se mantuvo hasta la creación del Ministerio de Asuntos Sociales en 1988.
Por un lado, en abril de 1977 se acordó la extinción de la Secretaría General del Movimiento, decretándose que todos aquellos organismos dependientes de
la misma que desarrollaran funciones de carácter social serían transferidos a la esfera de la Administración pública. De este modo, se creó la Subsecretaría de Familia, Juventud y Deporte, encuadrada en la Presidencia del Gobierno, que asumía algunas de las funciones que hasta el momento habían correspondido a las denominadas sección femenina y la Delegación Nacional de la Juventud. La Subsecretaría contaba con una Dirección General de Promoción Familiar y de la Mujer con competencias para el desarrollo de la acción política y administrativa en orden a la protección de la familia, promoción familiar en general y cuantas funciones se refieren a la participación efectiva de la mujer en la sociedad española y la Dirección General de la Juventud a la que correspondía el fomento y la prestación de los servicios dirigidos a la juventud; la ordenación y desarrollo de la vida asociativa juvenil, y, en general, de las actividades de carácter recreativo y cultural. Sin embargo, tan solo unos meses después se suprimía dicha Subsecretaría y mediante Real Decreto 2258/1977, se creaba encuadrada en el Ministerio de Cultura la Dirección General de Desarrollo Comunitario, cuyo primer titular fue José Manuel García-Margallo y que tenía atribuidas competencias sobre desarrollo de la acción administrativa en orden a la protección de la familia, la promoción familiar y el desarrollo comunitario, y de la que pasaban a depender el Instituto Nacional de Bienestar, la Subdirección General de la Familia, con los Servicios de Acción Social Cultural en favor de la familia, de Acción Social Cultural en favor de la Tercera Edad y el Servicio de Protección Socio-cultural de la Infancia y la Subdirección General de la Condición Femenina, en la que se integran los Servicios de Integración Profesional y Social y de Fomento de las Condiciones de Equiparación. Se crea igualmente la Dirección General de la Juventud, a la que le corresponden «las funciones relacionadas con el estudio de los problemas juveniles; el fomento de la cooperación a nivel regional, nacional e internacional de los movimientos de juventud; el apoyo al desarrollo de la actividad asociativa y de la participación de la juventud en la vida social, así como facilitar los medios y servicios adecuados para el cumplimiento de esas finalidades». El Instituto de la Juventud dependía asimismo de este Departamento.
Por otro, en el Ministerio de Sanidad y Seguridad Social se creó la Dirección General de Servicios Sociales, a la que se atribuyó la formulación de programas de promoción y desarrollo de la acción del estado y de la seguridad social en materia de asistencia social y servicios sociales. Tendrá a su cargo el desarrollo y cumplimiento de dicha acción asistencial en relación con la infancia y juventud carente de ambiente familiar, minusvalías físicas y sensoriales, subnormalidad (sic), ancianidad y marginación social por cualesquiera otras causas. Ejercerá la tutela que corresponda al estado respecto de las entidades asistenciales ajenas a la administración y el protectorado del gobierno sobre las fundaciones de beneficencia particular no sometidas a otros ministerios. Desarrollará las acciones necesarias para la promoción de la acción asistencial privada. Se hacía depender de esa Dirección General tanto el Instituto Nacional de Asistencia Social, como el protectorado de la ONCE y de la Asociación Nacional de Inválidos Civiles. En 1978, además, se creaba el Instituto de Mayores y Servicios Sociales. Desde 1981 estas funciones pasan a ser ejercidas por el Ministerio de Trabajo.
Tras las elecciones de 1982 que llevaron al Gobierno al Partido Socialista Obrero Español, se mantuvo esa dualidad, conservando Cultura las competencias sobre familia, juventud e igualdad, siendo un hito destacable la creación del Instituto de la Mujer y el de Trabajo la Asistencia Social.
La unificación de competencias llegaría en 1988. El Real Decreto 791/1988 determinó la estructura y competencias del primigenio Ministerio de Asuntos Sociales, que asumía competencias sobre:
- Planificación, coordinación y evaluación de los servicios sociales.
- Promoción y el fomento de las condiciones que posibiliten la igualdad social de ambos sexos, y la participación de la mujer en la vida política, cultural, económica y social.
- Protección jurídica del menor y prevención de la delincuencia juvenil.
- Comunicación cultural entre la juventud de España. Y el fomento del asociacionismo juvenil.

Se integraron en el nuevo Ministerio tanto el Instituto de la Mujer como el Instituto de la Juventud. Durante los años del Gobierno de Felipe González se transfirieron a las Comunidades autónomas el grueso de las competencias en materia de servicios sociales. En 1993 asumió además las funciones sobre Plan Nacional sobre Drogas y sobre migraciones.
Tras la victoria del Partido Popular en las elecciones generales de 1996 y la consiguiente remodelación gubernamental las competencias en materia de Asuntos Sociales retornaron al Ministerio de Trabajo si bien en esta ocasión la expresión Asuntos Sociales se mantuvo en el nombre del Departamento. Esta estructura se mantuvo durante las dos legislaturas de José María Aznar y la primera de José Luis Rodríguez Zapatero. En 2008 se escindían por primera vez las competencias en materia de Política Social que pasaron al Ministerio de Educación y las de Igualdad. Ese año, por vez primera, se creaba en España el Ministerio de Igualdad, siendo Bibiana Aído la primera titular. En 2010, tras una nueva remodelación de Gobierno, Igualdad ve rebajado su rango a Secretaría de Estado, manteniendo Aído la titularidad, y se integra de nuevo en el Ministerio de Sanidad.
Coincidiendo con la X Legislatura, se crea la Secretaría de Estado de Servicios Sociales e Igualdad, cuyo primer titular fue Juan Manuel Moreno Bonilla, a la postre, Presidente de la Junta de Andalucía. Tras la moción de censura de 2018, las competencias en materia de Igualdad pasan al Ministerio de la Presidencia, de Carmen Calvo, recuperando el rango de Secretaría de Estado. Por su parte la Secretaría de Estado de Servicios Sociales permanece en el Ministerio de Sanidad.
En la XIV legislatura de España, se crean dos Ministerios, el de Derechos Sociales y Agenda 2030, que además se hace coincidir con la Vicepresidencia Segunda y el de Igualdad. la titularidad de ambos recae en representantes de Unidas Podemos en la coalición gubernamental: Pablo Iglesias Turrión e Irene Montero respectivamente. En el primero se crea la Secretaría de Estado de Derechos Sociales y en el segundo la Secretaría de Estado de Igualdad y contra la Violencia de Género. En la XIV Legislatura, iniciada en 2023 se mantiene la dicotomía Ministerio de Igualdad-Ministerio de Derechos Sociales y Agenda 2030, asumiendo este último, además, las competencias en materia de Consumo. Por otro lado, se crea el Ministerio de Infancia y Juventud, que tiene por objetivo la propuesta y ejecución de la política del Gobierno en materia de juventud y de protección del menor.

## Listado de ministros
| Presidencia del Consejo de Ministros | Ministros de Asuntos Sociales e Igualdad | Ministros de Asuntos Sociales e Igualdad | Ministros de Asuntos Sociales e Igualdad | Ministros de Asuntos Sociales e Igualdad | Ministros de Asuntos Sociales e Igualdad | Denominación                                      | Eventos importantes durante su mandato |  |
| Felipe González Márquez              |                                          | Matilde Fernández                        |                                          | 7 de julio de 1988                       | 14 de julio de 1993                      | Asuntos Sociales                                  | Se regulan los fines de interés social de la asignación tributaria del IRPF |  |
| Felipe González Márquez              |                                          | Cristina Alberdi                         |                                          | 14 de julio de 1993                      | 5 de mayo de 1996                        | Asuntos Sociales                                  | Aprobación de la Ley del Voluntariado |  |
| José María Aznar López               |                                          | Javier Arenas                            |                                          | 5 de mayo de 1996                        | 18 de enero de 1999                      | Trabajo y Asuntos Sociales                        | |  |
| José María Aznar López               |                                          | Manuel Pimentel                          |                                          | 18 de enero de 1999                      | 19 de febrero de 2000                    | Trabajo y Asuntos Sociales                        | |  |
| José María Aznar López               |                                          | Juan Carlos Aparicio                     |                                          | 19 de febrero de 2000                    | 10 de julio de 2002                      | Trabajo y Asuntos Sociales                        | |  |
| José María Aznar López               |                                          | Eduardo Zaplana                          |                                          | 10 de julio de 2002                      | 18 de abril de 2004                      | Trabajo y Asuntos Sociales                        | Se aprueba la Ley de Protección a las Familias Numerosas, que crea el Observatorio Estatal de Familias |  |
| José Luis Rodríguez Zapatero         |                                          | Jesús Caldera                            |                                          | 18 de abril de 2004                      | 12 de abril de 2008                      | Trabajo y Asuntos Sociales                        | Aprobación de la Ley Orgánica de Medidas de Protección Integral contra la Violencia de Género. Se aprueba la Ley de dependencia                                                                           |  |
| José Luis Rodríguez Zapatero         |                                          | Bibiana Aído                             |                                          | 14 de abril de 2008                      | 20 de octubre de 2010                    | Igualdad                                          | Aprobación de la Ley Orgánica de salud sexual y reproductiva y de la interrupción voluntaria del embarazo                                                                                                 |  |
| José Luis Rodríguez Zapatero         |                                          | Mercedes Cabrera                         |                                          | 14 de abril de 2008                      | 7 de abril de 2009                       | Educación, Política Social y Deporte              | |  |
| José Luis Rodríguez Zapatero         |                                          | Trinidad Jiménez                         |                                          | 7 de abril de 2009                       | 21 de octubre de 2010                    | Sanidad y Política Social                         | |  |
| José Luis Rodríguez Zapatero         |                                          | Leire Pajín                              |                                          | 21 de octubre de 2010                    | 22 de diciembre de 2011                  | Sanidad, Política Social e Igualdad               | |  |
| Mariano Rajoy Brey                   |                                          | Ana Mato                                 |                                          | 22 de diciembre de 2011                  | 26 de noviembre de 2014                  | Sanidad, Servicios Sociales e Igualdad            | |  |
| Mariano Rajoy Brey                   |                                          | Alfonso Alonso                           |                                          | 3 de diciembre de 2014                   | 16 de agosto de 2016                     | Sanidad, Servicios Sociales e Igualdad            | |  |
| Mariano Rajoy Brey                   |                                          | Dolors Montserrat                        |                                          | 4 de noviembre de 2016                   | 1 de junio de 2018                       | Sanidad, Servicios Sociales e Igualdad            | |  |
| Pedro Sánchez Pérez-Castejón         |                                          | Carmen Calvo                             |                                          | 7 de junio de 2018                       | 13 de enero de 2020                      | Presidencia, Relaciones con las Cortes e Igualdad | |  |
| Pedro Sánchez Pérez-Castejón         |                                          | Carmen Montón                            |                                          | 7 de junio de 2018                       | 12 de septiembre de 2018                 | Sanidad, Consumo y Bienestar Social               | |  |
| Pedro Sánchez Pérez-Castejón         |                                          | María Luisa Carcedo                      |                                          | 13 de septiembre de 2019                 | 13 de enero de 2020                      | Sanidad, Consumo y Bienestar Social               | |  |
| Pedro Sánchez Pérez-Castejón         |                                          | Pablo Iglesias Turrión                   |                                          | 13 de enero de 2020                      | 31 de marzo de 2021                      | Derechos Sociales y Agenda 2030                   | |  |
| Pedro Sánchez Pérez-Castejón         |                                          | Irene Montero                            |                                          | 13 de enero de 2020                      | 21 de noviembre de 2023                  | Igualdad                                          | Se aprueba la Ley integral para la igualdad de trato y la no discriminación, la Ley Orgánica de Garantía Integral de la Libertad Sexual, conocida como Ley de solo sí es sí y la conocida como Ley trans. |  |
| Pedro Sánchez Pérez-Castejón         |                                          | Ione Belarra                             |                                          | 31 de marzo de 2021                      | 21 de noviembre de 2023                  | Derechos Sociales y Agenda 2030                   | Se aprueba la Ley de protección de los derechos y el bienestar de los animales, conocida como la Ley de Bienestar animal.                                                                                 |  |
| Pedro Sánchez Pérez-Castejón         |                                          | Pablo Bustinduy                          |                                          | 21 de noviembre de 2023                  | En el cargo                              | Derechos Sociales, Consumo y Agenda 2030          | |  |
| Pedro Sánchez Pérez-Castejón         |                                          | Sira Rego                                |                                          | 21 de noviembre de 2023                  | En el cargo                              | Juventud e Infancia                               | |  |
| Pedro Sánchez Pérez-Castejón         |                                          | Ana Redondo García                       |                                          | 21 de noviembre de 2023                  | En el cargo                              | Igualdad                                          | |  |

Línea temporal:

## Lista de Secretarios de Estado
- Bibiana Aído (2010-2011). (1)
- Laura Seara Sobrado (2011). (1)
- Juan Manuel Moreno (2011-2014) (2)
- Susana Camarero Benítez (2014-2016) (2)
- Mario Garcés Sanagustín (2016-2018) (2)
- María Pilar Díaz López (2018) (3)
- Soledad Murillo de la Vega (2018-2020) (1)**
- Ana Isabel Lima Fernández (2018-2020) (3)
- Ignacio Álvarez Peralta (2020-2023) (4) ***
- Ione Belarra Urteaga (2020-2021) (6) ***
- Noelia Vera Ruiz- Herrera (2020-2021) (5) ****
- Ángela Rodríguez Martínez (2021-2023) (5) ****
- Enrique Fernando Santiago Romero (2021-2022) (6) ***
- Lilith Verstrynge Revuelta (2022-2023) (6) ***
- Rosa Martínez Rodríguez (2023- ) (4) ***
- Rubén Pérez Correa (2023- ) (7) *****
- Ana María Calvo Sastre (2024-2025) (5) ****
- María Guijarro Ceballos (2025- ) (8) ****

(1) Secretaria de Estado de Igualdad
(2) Secretario de Estado de Servicios Sociales e Igualdad
(3) Secretario de Estado de Servicios Sociales
(4) Secretario de Estado de Derechos Sociales
(5) Secretaria de Estado de Igualdad y contra la Violencia de Género
(6) Secretaría de Estado de Agenda 2030
(7) Secretaría de Estado de Juventud e Infancia
(8) Secretaría de Estado de Igualdad y para la Erradicación de la Violencia contra las Mujeres
*En el  Ministerio de Trabajo y Asuntos Sociales
**En el Ministerio de la Presidencia, Relaciones con las Cortes e Igualdad
***En el Ministerio de Derechos Sociales y Agenda 2030
**** En el Ministerio de Igualdad
***** En el Ministerio de Juventud e Infancia

## Lista de Secretarios Generales
- Secretaría General de Política Social y Consumo
  - Isabel María Martínez Lozano (2010-2011)
  - Francisco Moza Zapatero (2009-2010)

- Secretaría General de Políticas de Igualdad
  - Isabel María Martínez Lozano (2008-2010)
  - Soledad Murillo de la Vega (2004-2008)

## Lista de subsecretarios de Asuntos Sociales
| Nombre                          | Profesión                                             | Año de nacimiento | Fecha de nombramiento    |
| ------------------------------- | ----------------------------------------------------- | ----------------- | ------------------------ |
| Carlota Bustelo García del Real | Ciencias Políticas                                    | 1939              | 29 de julio de 1988      |
| José Ignacio Pérez Infante      | Profesor Universitario                                | 1943              | 28 de septiembre de 1990 |
| Santiago de Torres Sanahuja     | Profesor Universitario                                | 1955              | 30 de julio de 1993      |
| Javier Valero Iglesias          | Cuerpo Superior de Administradores Civiles del Estado | 1949              | 1 de julio de 1994       |
| Joseba Miren García Celada*     | Cuerpo Superior de Administradores Civiles del Estado | 1958              | 17 de enero de 2020      |
| Alberto García Macho*           | Cuerpo Superior de Administradores Civiles del Estado | 1957              | 25 de enero de 2022      |
| Rubén Baz Vicente(*)(**)        | Escala Técnica de Gestión de OO.AA. del Estado        | 1980              | 10 de mayo de 2022       |
| Elisa María Darias Valenciano** | Cuerpo Superior de Administradores Civiles del Estado | 1977              | 4 de febrero de 2025     |

(*) Derechos Sociales y Agenda 2030
(*) Derechos Sociales, Consumo y Agenda 2030

## Lista de subsecretarios de Igualdad
| Nombre                         | Profesión                                                   | Año de nacimiento | Fecha de nombramiento |
| ------------------------------ | ----------------------------------------------------------- | ----------------- | --------------------- |
| José Antonio Hidalgo López     | Cuerpo Superior de Administradores de la Junta de Andalucía | 1952              | 10 de octubre de 2008 |
| Pedro Francisco Guillén Marina | Cuerpo Superior de Administradores Civiles del Estado       | 1972              | 17 de enero de 2020   |
| Ignacio Sola Barleycorn        | Cuerpo Superior de Administradores Civiles del Estado       |                   | 23 de febrero de 2021 |

## Lista de subsecretarios de Juventud e Infancia
| Nombre                | Profesión              | Año de nacimiento | Fecha de nombramiento   |
| --------------------- | ---------------------- | ----------------- | ----------------------- |
| Rafael Escudero Alday | Profesor Universitario | 1969              | 28 de noviembre de 2023 |

## Lista de directores generales
- Dirección de Gabinete del Ministro
  - Nayua Miriam Alba Goveli (2024- ) (8)
  - María Dolores Sanjuan Jurado (2024- ) (2)
  - Mª del Carmen Vaquero López (2024) (2)
  - Mª Pilar Rodríguez Martín (2023-2024) (2)
  - Adrián Arias Mieres (2023- ) (9)
  - Ricardo Molero Simarro (2023-2024) (8)
  - Lidia Rubio Sánchez (2022-2023) (2)
  - Sandra Estela Astete Muñoz (2022- ) (6)
  - Santiago Jiménez Martín (2021-2022) (6)
  - José Julio Rodríguez Fernández (2020-2021) (6)
  - Amanda Meyer Hidalgo (2020-2022) (2)
  - Ana González Rodríguez (2009-2010) (2)
  - José Antonio Espejo Gutiérrez (2008-2009) (2)
  - Nuria Valera Menéndez (2008) (2)
  - Soledad López Fernández (1993-1996) (3)
  - Javier Valero Iglesias (1993-1994) (3)
  - César Ramón Galán Cueli (1989-1994) (3)
  - Enrique Fernández Mato (1988-1989) (3)
- Dirección General de Servicios Sociales
  - José Ramón Caso García (1979-1981) (4)
  - Miguel Suárez Campos (1979) (4)
  - Gabriel Cisneros Laborda (1977-1979) (4)
- Dirección General de Acción Social
  - María Teresa Mogín Barquín (1993-1996) (3)
  - Gloria Martínez Tellería (1990-1993) (3)
  - Patrocinio de las Heras Pinilla (1983-1990) (1)
  - Teresa María Mendizábal Aracama (1981-1983) (1)
  - José Farré Morán (1981) (1)
- Dirección General de Acción Social, del Menor y de la Familia
  - María del Pilar Dávila del Cerro (2002-2004) (1)
  - María Teresa Mogín Barquín (1996-2002) (1)
- Dirección General de Servicios Sociales y Dependencia
  - Manuel Porras Muñoz (2004-2005) (1)
- Dirección General de las Familias y la Infancia
  - Amparo Marzal Martínez (2004-2009) (1) (5)
- Dirección General de Política Social
  - Juan Carlos Mato Gómez (2008-2009) (5)
- Dirección General de Política Social, de las Familias y de la Infancia
  - Juan Carlos Mato Gómez (2008-2011) (4)
- Delegado del Gobierno para la Violencia de Género
  - Miguel Lorente Acosta (2008-2011)
- Dirección General de Coordinación de Políticas Sectoriales sobre la Discapacidad
  - Jaime Alejandre Martínez (2010-2011) (4)
  - Juan Carlos Ramiro Iglesias (2007-2010) (1)
  - Francisco Alfonso Berlanga Reyes (2004-2010) (1)
- Dirección General de Derechos de las Personas con Discapacidad
  - Jesús María Martín Blanco (2021- )
- Dirección General de Políticas de Apoyo a la Discapacidad
  - Jesús Ángel Celada Pérez (2018-2021) (4)
  - Borja Fanjul Fernández-Pita (2016-2018) (4)
  - Ignacio Tremiño Gómez (2012-2016) (4)
- Dirección General de Servicios para las Familias y la Infancia
  - Ángel Parreño Lizcano (2018-2020) (4)
  - María Teresa Patiño Lafuente (2018) (4)
  - María del Pilar González Vicente (2016-2018) (4)
  - María Salomé Adroher Biosca (2012-2016) (4)
- Dirección General de Derechos de la Infancia y de la Adolescencia
  - Sandra Gómez de Garmendia Cuetos (2024- ) (9)
  - Lucía Losoviz Adani (2022-2024) (6)
  - María Violeta Assiego Cruz (2021-2022) (6)
  - Gabriel González-Bueno Uribe (2020-2021) (6)
- Dirección General de Derechos de los Animales
  - José Ramón Becerra Carollo (2023- ) (8)
  - Sergio Antonio García Torres (2020-2023) (6)
- Dirección General para la Igualdad de Oportunidades
  - Carmen Plaza Martín (2012-2014) (4)
- Dirección General para la Igualdad en el Empleo y contra la Discriminación
  - Cristina Saucedo Baro (2011) (4)
  - María del Carmen Navarro Martínez (2010-2011) (4)
- Dirección General contra la Discriminación
  - María del Carmen Navarro Martínez (2008-2010) (2)
- Dirección General para la Igualdad en el Empleo 
  - Capitolina Díaz Martínez (2008-2010) (2)
  - María del Carmen Briones González (2008) (2)
- Dirección General para la Igualdad de Trato y Diversidad
  - Ignacio Sola Barleycorn (2018-2020) (7)
- Dirección General para la Igualdad de Trato y no Discriminación y contra el Racismo
  - Beatriz Micaela Carrillo de los Reyes (2023- )
- Dirección General para la Igualdad de Trato y Diversidad Étnico Racial
  - Rita Gertrudis Bosaho Gori (2020-2023) (2)
- Dirección General para la Igualdad Real y Efectiva de las Personas LGTBI+ 
  - Julio del Valle de Íscar (2023- ) (8)
- Dirección General de Diversidad Sexual y Derechos LGTBI 
  - Mª Dolores García Rodrigo (2020-2023) (2)
- Dirección General de Agenda 2030
  - David Perejil Bricio (2025- ) (8)
  - Paula Fernández-Wulff Barreiro (2023-2025) (8)
- Dirección General de Políticas Palanca para el Cumplimento de la Agenda 2030
  - Gabriel Castañares Hernández (2020-2023) (6)
- Secretaría General Técnica
  - José Juan Espartero López (2025-) (6)
  - Andrea García Vidal (2023- ) (9)
  - Elisa María Darias Valenciano (2022-2025) (6)
  - Pablo López Pietsch (2021- ) (2)
  - Rubén Baz Vicente (2020-2022) (6)
  - Ignacio Sola Barleycorn (2020-2021) (2)
  - Ángel Jorge Souto Alonso (2008-2010) (2)
  - Aquilino González Hernando (1994-1996) (3)
  - Diego Chacón Ortiz (1993-1994) (3)
  - Pablo Cobo Gálvez (1989-1993) (3)
  - Francisco Ignacio Delgado Bonilla (1988-1989) (3)

(1) En el Ministerio de Trabajo
(2) En el Ministerio de Igualdad
(3) En el Ministerio de Asuntos Sociales
(4) En el Ministerio de Sanidad
(5) En el Ministerio de Educación
(6) en el Ministerio de Derechos Sociales y Agenda 2030 / Derechos Sociales, Consumo y Agenda 2030 
(7) en el Ministerio de la Presidencia, Relaciones con las Cortes e Igualdad
(8) en el Ministerio de Derechos Sociales, Consumo y Agenda 2030
(9) en el Ministerio de Juventud e Infancia